# Menschen am Sonntag
Menschen am Sonntag ist ein Stummfilm von Robert und Curt Siodmak, Edgar G. Ulmer und Billy Wilder. Er wurde von Moriz Seelers Produktionsfirma „Filmstudio 1929“ produziert und entstand in den Jahren 1929 und 1930 in Berlin und Umgebung. Die Uraufführung war am 4. Februar 1930. Er zählt zu den späten Vertretern der Neuen Sachlichkeit im Film.

## Inhalt
Der Film beginnt an einem Samstag am Berliner Bahnhof Zoo. Gezeigt wird das hektische Treiben von Menschen, Autos, S-Bahn, Bus und Straßenbahn. Es folgt die Vorstellung der Hauptcharaktere – der Taxifahrer Erwin und seine Freundin, das Mannequin Annie; die Komparsin Christl und ihre Freundin Brigitte, eine Schallplattenverkäuferin; schließlich der Weinvertreter Wolfgang.
Wolfgang spricht Christl vor dem Bahnhof Zoo an, sie gehen in ein Straßencafé und verabreden sich für einen Sonntagsausflug nach Nikolassee. Es folgen Aufnahmen von Schiffen auf der Spree und Kindern am Ufer. Szenenwechsel. Erwin kommt nach getaner Arbeit heim, Annie faulenzt auf der Chaiselongue. Er setzt sich an den gedeckten Tisch, trinkt, isst und liest Zeitung. Danach machen sich beide ausgehfertig, um sich den neuesten Garbo-Film im Kino anzusehen. Ein Streit bahnt sich an, schließlich zerreißen sie die zahlreichen Starpostkarten des jeweils anderen. Der Kinobesuch fällt aus, stattdessen spielen Erwin und Wolfgang, der der Nachbar der beiden ist, Karten.
Sonntag. Man sieht Bilder aus Berlin. Parkanlagen, Straßenszenen, Blicke aus der Stadtbahn. Am Bahnhof Berlin-Nikolassee wartet Christl wie vereinbart auf Wolfgang; sie hat ihre Freundin Brigitte im Schlepptau. Wolfgang kommt in Begleitung von Erwin. Da Annie den Sonntag anscheinend lieber im Bett verbringt, ziehen die vier los zum Wannsee. An einem lauschigen Uferabschnitt ziehen sie sich um, gehen baden, legen Schallplatten auf und essen Kartoffelsalat und heiße Würstchen.
Es folgen wiederum dokumentarische Aufnahmen von einem Hockeyspiel, aus dem Tiergarten, von Berlinern auf dem Balkon und an den Fenstern. Auf Parkbänken wird ein Schläfchen gehalten. In Annies Zeitung ist Carl Bulckes Fortsetzungsroman Und so verbringst du deine kurzen Tage aufgeschlagen (Bulcke war bis 1924 oberster deutscher Filmzensor). Der Hausvogteiplatz, Zentrum der Berliner Konfektionsbranche, zeigt sich sonntags menschenleer. Bilder von Grabmälern eines Steinmetzbetriebes und heruntergekommenen Hinterhöfen lassen eine zwiespältige Stimmung aufkommen: Ein einzelner Herr ergötzt sich am Denkmal des „Großen Kurfürsten“, Spaziergänger begleiten ein Musikkorps im Gleichschritt. Im Strandbad Wannsee dagegen herrscht Badetrubel und buntes Durcheinander. Ein Fotograf schießt Erinnerungsbilder für jedermann. Eine Vielzahl von Strandbesuchern wird mit der (Film-)Kamera porträtiert: manche schüchtern, andere vergnügt, wieder andere schon in den typischen Posen der Filmstars.
Am Wannsee muss Christl eifersüchtig feststellen, dass sich Wolfgang der weniger störrischen Brigitte zuwendet. Die beiden verschwinden im angrenzenden Wald, wo es zu einer Liebesszene kommt. Durch Kameraführung und Mise-en-scène wird angedeutet, dass sie Sex haben. Wieder vereint unternehmen die vier eine Tretbootfahrt, bei der die Männer – nun zu Brigittes Enttäuschung und Christls leiser Genugtuung – ausgiebig mit zwei vorbeirudernden Frauen flirten. Durch die Verzögerung wird die Bootsfahrt teurer als gedacht, sodass sich Erwin peinlicherweise von Christl eine Mark leihen muss. Danach fahren sie mit dem Bus zurück in die Stadt. Hier trennen sich ihre Wege, nicht ohne dass Brigitte und „Wolf“ ein Wiedersehen am nächsten Sonntag vereinbaren. Zuhause findet Erwin Annie noch immer schlafend im Bett vor.
Als Epilog folgt unter dem Zwischentitel „Und dann am Montag“ geschäftiges Treiben auf den Straßen, Menschen auf dem Weg zum Arbeitsplatz oder zur Schule. Dazwischen werden die Zwischentitel „wieder Arbeit“, „wieder Alltag“, „wieder Woche“ eingeblendet. Brigitte verkauft wieder im Electrola-Geschäft. Der Film endet mit dem Satz, dessen Worte nacheinander einzeln eingeblendet werden: „4 Millionen warten auf den nächsten Sonntag“.

## Hintergrund
Der Film wird im Vorspann Menschen am Sonntag, ein Film ohne Schauspieler genannt. Vier der fünf Hauptdarsteller standen das erste Mal vor der Kamera, nur Christl Ehlers hatte bereits ein Jahr zuvor eine Hauptrolle in dem Märchenfilm Frau Holle gespielt. Menschen am Sonntag zeigt das Berlin von 1929/30 in quasi-dokumentarischen Filmaufnahmen.
Möglich wurde der Film, weil Robert Siodmak von einem Onkel 5.000 Mark als Geschenk erhalten und dessen Bruder Curt eine Story für einen mit wenig Aufwand zu drehenden Film hatte. Der spätere Oscarpreisträger Billy Wilder verfasste das Drehbuch mit Robert Siodmak. Die Brüder Siodmak setzten ihre Karriere ebenso wie Wilder in den USA fort. Edgar G. Ulmer sollte in Hollywood vor allem B-Filme drehen. Kurze Auftritte haben der Regisseur Kurt Gerron und die Tänzerin Valeska Gert (in der Fotografen-Szene).
Gedreht wurde vom 10. Juli bis zum 11. Dezember 1929, anfangs unter der Regie von Rochus Gliese. Die Uraufführung erfolgte am 4. Februar 1930 im Union Theater UT Kurfürstendamm.

## Fassung
Die Originalfassung, welche nicht mehr vorhanden ist, hatte eine Länge von 2.014 Metern. Die nun existierende Version besteht aus einer 1.615 Meter langen Fassung aus dem Nederlands Filmmuseum, dessen fehlende Szenen so weit wie möglich mit erhaltenen Sequenzen aus der Cinémathèque Suisse, der Cinémathèque Royale de Belgique und der Fondaziona Cineteca Italiana ergänzt wurden. Die deutschen Zwischentitel wurden neu angefertigt, basierend auf noch vorhandenen Textquellen. Resultat ist eine 1.856 Meter lange Endfassung.

## Kritik
„Zwei überragende Leistungen des stummen Films brachte Deutschland hervor, als der Tonfilm bereits marschierte: den Junghans-Film ‚So ist das Leben‘ und den Siodmak-Film ‚Menschen am Sonntag‘. Die beiden Filme haben vieles miteinander gemein. Sie sind aus derselben Absicht entstanden, wirkliches Leben filmisch nachzugestalten, sie sind aus demselben Bedürfnis junger Filmkünstler gewachsen, frei vom Geschmacksdiktat der Filmhändler schaffen zu können. […] Der fertige Film wurde von den Filmindustriellen abgelehnt, fand aber beim Publikum einen überraschenden, großen, ehrlichen Erfolg. […] Der Inhalt des Films: Vier Menschen, ein Taxichauffeur, ein Weinagent, eine Schallplattenverkäuferin und eine Statistin feiern den einzigen Tag der Woche, an dem sie sich selber gehören. […] Der Stil des Films: photographierte Wirklichkeit. Die Darsteller spielen sich selbst: sie sind keine Berufsschauspieler, sie wurden von Robert Siodmak aus dem Alltag geholt und sind nach Fertigstellung des Films wieder in den Alltag zurückgekehrt […]. Er ist nicht der letzte gute stumme Film, der mit großer Verspätung nun doch endlich zu uns kommt: aber er ist eines der wichtigsten und interessantesten Werke, die das Kino uns bisher zu bieten hatte.“

„Eine halbdokumentarische Collage aus Spielszenen und Sozialreportage, durch Bildverismus, Darstellung und Vermittlung sozialer Realität eines der herausragenden Werke der deutschen Stummfilm-Avantgarde. Die präzisen und authentischen Beobachtungen aus dem Milieu der Angestelltenkultur, beispielhaft für die gesellschaftliche Entwicklung der späten 20er Jahre, haben den Charakter eines historischen Dokuments; der Inszenierungsstil des Films, der seine Episoden aus dem Flair der Originalschauplätze und der spontanen Selbstdarstellung seiner Laienschauspieler entwickelt, beeinflußte den poetischen Realismus im Frankreich der 30er Jahre und wirkte stilbildend für den italienischen Neorealismus.“